# Stygnoplus tuberculatus
Stygnoplus tuberculatus is een hooiwagen uit de familie Stygnidae.